# NGC 394
NGC 394 је лентикуларна галаксија у сазвежђу Рибе која се налази на NGC листи објеката дубоког неба.
Деклинација објекта је + 33° 8' 52" а ректасцензија 1h 8m 26,1s. Привидна величина (магнитуда) објекта NGC 394 износи 14,0 а фотографска магнитуда 15,0. NGC 394 је још познат и под ознакама MCG 5-3-63, CGCG 501-95, ARAK 30, PGC 4049.